# Ахея
Ахе́я, Ахайя (греч. Αχαΐα, МФА: [axaˈi.a]; др.-греч. Ἀχαΐα, Ахаия; лат. Achaea) — историческая и географическая область, а также административная единица (ном, в настоящее время — периферийная единица) в периферии Западная Греция, на северо-западе Пелопоннеса, южной части Балканского полуострова. Ахея получила своё имя в честь ахейцев, поселившихся здесь в XII веке до н. э. после того, как те были вытеснены со своих земель в Арголиде дорийцами в ходе завоеваний последними микенских городов. Административный центр Ахеи — Патры, получивший своё имя от вождя ахейцев — Патрея. Население 309 694 человека по переписи 2011 года.

## География
Площадь Ахеи 3271,507 квадратного километра. В Ахее 526 населённых пунктов, из них один с населением более 100 000 человек (Патры), и ещё один с населением более 20 000 человек (Эйон) по данным переписи 2001 года.
На востоке граничит с Коринфией, на юге — с Аркадией, на юге и западе — с Элидой, на севере омывается заливом Патраикос и Коринфским заливом. В Древнюю Ахею входила западная часть Коринфии до реки Сиф (др.-греч. Σύθας), устье которой находилось в области Ксилокастрона. По реке Сиф Ахея граничила с Сикионией. Область Калавриты в древности относилась к Аркадии.
На востоке Ахеи находится хребет Ароания (Хелмос) высотой 2341 метр, который отделяет Ахею от Коринфии. Южными отрогами гор Ароания являются гора Дурдувана (Пенделия) высотой 2109 м и гора Ориксис (Сайтас) высотой 1814 метров, продолжением которых являются Олийиртос (Олигирт) в Аркадии и Килини в Коринфии. В области села Кастелион горы Ароания соединяются с горой Афродисион (Афродисий, 1447 м) на границе с Аркадией. Через Калифони (1998 м) на границе Элиды горы Ароания соединяются с горой Эримантос или Оленос (2223 м), покрытой хвойным лесом. К северу от Эримантоса и к востоку от города Патры расположена гора Панахаикон (1926 м). К востоку от Панахаикона расположены горы Барбас (1615 м) и Клокос (1779 м). В западной части Ахеи расположена обширная плодородная равнина с низкими горами Сколис (Сколлий, 965 м), Комбовуни и Моври (692 м).
Реки в Ахее небольшие и стремительные, в дождливый период разрушают русло за счёт эрозии и оползней. В Коринфский залив впадают реки: Вурайкос, которая берёт начало в горах Ароания и Эримантос и создала глубокое одноимённое ущелье, — в области Диакоптона, Селинус (исток в горах Ароания) — к востоку от Эйона, Кратис (Кратий) (исток на Эримантосе) — в Паралия-Поровицис.

## История
Ок 331 года до н. э. известен тиран Херон в Пеллене, небольшом городке Ахеи.
Эта часть полуострова играла важную роль с 280 года до н. э., когда был образован Ахейский союз. После победы над Македонией римляне подразумевали под Ахеей всю Грецию (как часть македонской провинции; с 27 года до н. э. — сенатская провинция с центром в Коринфе). В 67 году н. э., в период правления Нерона, греки получили освобождение от налогов. С 395 года Ахея являлась частью Восточной Римской империи.

## В астрономии
В честь Ахеи назван астероид (1150) Ахайя, открытый 2 сентября 1929 года немецким астрономом Карлом Райнмутом в Гейдельбергской обсерватории